# Boulou (Togo)
Pour les articles homonymes, voir Boulou.
Boulou est une petite ville du Togo située dans la préfecture de Bassar, dans la région de la Kara.

## Géographie
Boulou est situé à environ 61 km de Kara.

## Vie économique
- Atelier de poterie

## Lieux publics
- École primaire